# 細川千仭
細川千仭（ほそかわ せんじん、1899年（明治32年）7月 - 1974年（昭和49年）11月29日）は、囲碁棋士。福岡県出身。日本棋院に所属、九段。日本棋院関西総本部の重鎮として活躍し、また「コウの細川」とも呼ばれ、乱戦の雄として知られる。細川昭六準棋士三段は実子。名前については、読み「ちひろ」表記、漢字「千仞」表記で紹介されていることもある。

## 経歴
浮羽郡（現久留米市）の伯東寺住職で、方円社初段の細川千静の子として生まれる。14歳から九州高田社の池内嘉蔵三段の通い弟子になり、内弟子の篠原正美、池内の娘の久代（地方棋士六段）らと腕を磨いた。第五高等学校 (旧制)に入学するが、中退。一人で朝鮮に渡るが、徴兵検査で帰国。棋士を志して1923年（大正12年）に東京へ向かう途上で関東大震災が起き、神戸の久保松勝喜代を訪ね、以後阪神地方に拠す。有力者の紹介を得て、1925年に飛び付き二段を受ける。その後日本棋院に参加、関西支部に所属。兵庫の魚崎に住み、関西での大手合とともに、東京本院での大手合にも参加した。1927年三段。1935年五段。1940年六段。1945年に戦災で家が焼け、尼崎に移る。
1946年に関西別院（旧関西支部）が関西本部に改称し、戦後復興に取り組んだ際には副理事長に就任。1949年七段。1950年2月の東西対抗戦では関西棋院（1948年に関西本部から改称）として出場し、梶原武雄に敗れる。同年9月に関西棋院が日本棋院から独立する際には、日本棋院との協調派として理事解任され、光原伊太郎らとともに関西棋院から分かれて日本棋院関西総本部を再設立した。1953年の最高位戦Aクラスリーグに参加。1955年本因坊戦リーグ入り。1957年の大手合で優勝し、翌年の最高位戦リーグに参加、第1局で岩本薫に勝って八段昇段、リーグ成績は3勝4敗1ジゴとした。1959年囲碁選手権戦で高松宮賞受賞。
1968年に郷里伯東寺に帰郷した際に倒れ、1971年引退し、九段贈位。1974年死去。棋風は野生的、「蜂須賀小六」とも称された。門下に、佐藤直男、石井邦生、石井衛、吉田陽一、山下順源など。「碁は断（キリ）にあり」の語は著名で、自身の棋風を表すとともに、囲碁の本質の一端を語るものとしてしばしば引用され、兄とともに細川に碁を学んだ文芸評論家白川正芳は自著名に用いた。
1951年から54年にかけて、初級者向けの棋書『ざる碁』36冊を刊行。1957年に細川一門の後援会「洗心会」結成。尼崎市で細川囲碁教室を開き、昭六、高林正宏らの講師により現在まで続いている。

### その他の記録
- 呉清源の対高段者総当り十番碁(1949年)で、先相先黒番2目負
- 呉対七、八段棋戦(1951年)で、黒番6目負
- 1974年 大倉賞受賞

## 門下
- 佐藤直男 九段
- 岡谷三男 六段
- 石井衛 九段
- 吉田陽一 九段
- 石井邦生 九段
- 西上好彦 九段
- 平野正明 七段
- 川村匡迪 八段
- 前谷信吾 六段
- 山下順源 七段

孫弟子
- 結城聡 九段
- 山田規三生 九段
- 坂井秀至 八段
- 井山裕太 九段

## 著書
- 『ざる碁』1951-54年